# 阿塔拉亞區
阿塔拉亞區（葡萄牙語：Atalaya）是巴拿馬的一個行政區，位於該國中西部，由貝拉瓜斯省負責管轄，始建於1936年，面積156.2平方公里，2010年人口9,589，人口密度每平方公里61.39人。
8°30′0″N 80°55′12″W / 8.50000°N 80.92000°W